# Hansol
Hansol é um conglomerado industrial sul coreano que atua em diversos ramos da economia.